# El Tablón de Gomez
El Tablón [de Gomez] là một khu tự quản thuộc tỉnh Nariño, Colombia. Thủ phủ của khu tự quản El Tablón [de Gomez] đóng tại El Tablón Khu tự quản El Tablón [de Gomez] có diện tích 315 ki lô mét vuông. Đến thời điểm ngày 28 tháng 5 năm 2005, khu tự quản El Tablón [de Gomez] có dân số 13963 người.